# Press F to pay respects
"Pulsa F para presentar tus respetos" o " Mantén  para presentar tus respetos" (en inglés: Press F to pay respects) es un meme de Internet que se originó en Call of Duty: Advanced Warfare, un videojuego de disparos en primera persona de 2014, parte de la saga Call of Duty de Activision. Se originó como un conjunto de instrucciones transmitidas durante un quick time event en un funeral dentro del juego. Ampliamente burlado por críticos y jugadores debido a su elemento forzado de interactividad que no se percibía como ejecutado con buen gusto, la frase se convertiría más tarde en un notable meme de Internet por derecho propio. A veces, los comentaristas de Internet lo utilizan para transmitir solidaridad y simpatía, que puede ser sarcástico o poco irónico, en respuesta a eventos desafortunados.

## Origen
En el juego de disparos en primera persona Call of Duty: Advanced Warfare de 2014, "Pulsa F para presentar tus respetos" (o "Mantén  para presentar tus respetos" para las versiones de Xbox), es un indicador de acción que aparece en un quick time event durante un segmento jugable. Se le indica al jugador que presione el botón especificado para activar una acción por parte del personaje del jugador, el marine estadounidense PFC Jackson "Jack" Mitchell, mientras lamenta la muerte de su camarada, el soldado William "Will" Irons, durante el servicio conmemorativo de este último.

## Recepción
Tras el lanzamiento de Advanced Warfare en noviembre de 2014, muchos críticos y jugadores se burlaron de la escena por su elemento de interactividad forzado o incómodo que parecía fuera de lugar en un servicio conmemorativo. La mecánica fue criticada y ridiculizada con frecuencia por ser arbitraria e innecesaria, así como por ser inapropiada para el tono lúgubre del funeral que el juego pretendía transmitir. En 2014, la celebridad del programa nocturno Conan O'Brien revisó Advanced Warfare en su episodio "Clueless Gamer" y criticó la mayor parte del juego de Advanced Warfare, en particular la escena "Mantén X para presentar respetos". Por otro lado, Paste describió el proceso de duelo, que toma la forma de un QTE, como terriblemente divertido con el potencial de convertirse en un meme viral.

## Popularidad
Desde entonces, la frase ha tomado un sentido ajelado a su origen, a veces se usa de una manera sincera y poco irónica. En los años posteriores al lanzamiento de Advanced Warfare, los usuarios comenzaron a escribir una "F" singular en las ventanas de chat en sitios web como Twitch para transmitir condolencias o una sensación de tristeza al reaccionar ante cualquier noticia desafortunada en Internet, los principales streamers y otros para referirse. a esto con la frase "F en el chat". Un ejemplo notable de "F en el chat" fue en la transmisión de tributo por el tiroteo en Jacksonville Landing, donde algunos espectadores respondieron a los actos publicando una sola letra "F" en el chat.

## Legado
En retrospectiva, Morgan Park de PC Gamer describió el meme como "el mayor legado de Call of Duty". Vitor Braz de GameRevolution lo describió como uno de los memes de videojuegos más populares de todos los tiempos. Cecilia D'Anastasio de Kotaku se refirió al meme como icónico y afirmó además que no es porque sea "excepcionalmente estúpido", sino porque "el equilibrio entre 'triste' y 'frívolo' es tan hilarantemente desigual". Ky Shinkle de Screen Rant lo describió como un meme de videojuegos que nunca pasa de moda y afirmó que es común entre los jugadores cuando la "F" aparece en noticias o circunstancias infortunias.

## Otras lecturas
- Esta obra contiene una traducción total derivada de «Press F to pay respects» de Wikipedia en inglés, concretamente de esta versión del 9 sep 2022, publicada por sus editores bajo la Licencia de documentación libre de GNU y la Licencia Creative Commons Atribución-CompartirIgual 4.0 Internacional.
- Vestal, Andrew (5 de noviembre de 2014). «All Due Respect: Press F for Farce». Gamasutra (en inglés).
- Hall, Charlie (4 de noviembre de 2014). «Call of Duty: Press X to feel something». Polygon (en inglés).

- Datos: Q68926227